# Серпухов
Се́рпухов (рос. Серпухов) — місто в Росії, адміністративний центр Серпуховського району Московської області. Виділений в самостійну адміністративно-господарську одиницю з безпосереднім підпорядкуванням виконкому обласної ради 14 вересня 1939 року. Нині — муніципальне утворення «Міський округ Серпухов».
Населення — 123,1 тис. осіб (2010 р.). Площа міста становить 32,6 км², з якої забудовано 22,3 км².
Місто розташоване на річці Нара, за 99 км від Москви.

## Походження топоніма Серпухов

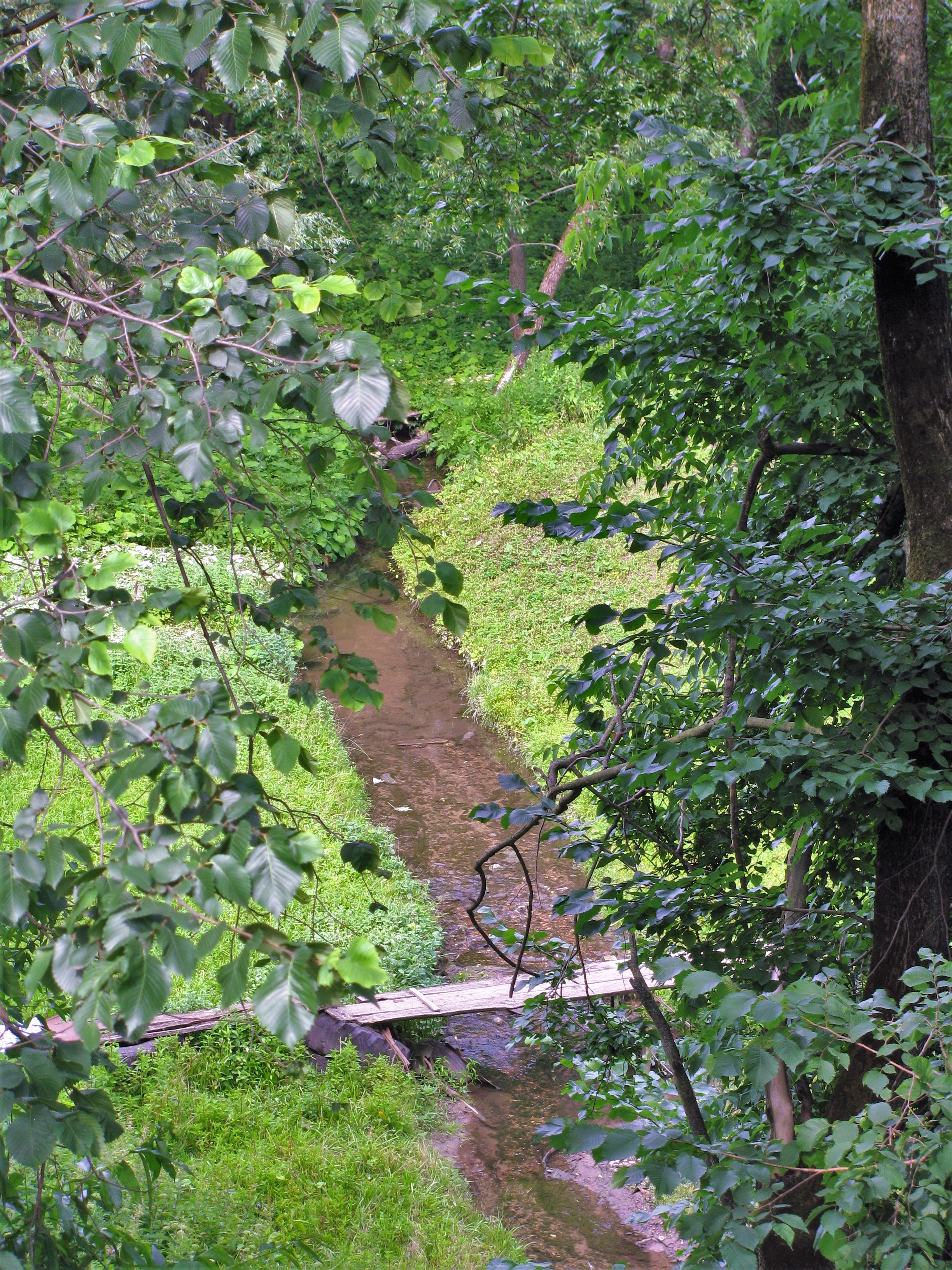
Серпейка

Перша згадка назви міста, що міститься в духовній грамоті Івана Калити, наводить її як Серпохов. У Суздальському літописі під 1382 роком місто також відоме як Серпохов. Сучасна форма починає переважати з XVII століття.
Досі немає однозначного пояснення походження топоніма Серпухов. Найбільш ймовірною вважається версія, що тлумачить назву міста як присвійний утвір від імені «Серпох» — форми канонічного імені Серапіон. На думку М. Фасмера, назва пов'язана з діалектним російським серпух («серп») чи назвою рослини серпуха (назва айстрових рослин, переважно роду Serratula). Проте, назви трав'янистих рослин, як правило, не використовуються як основи ойконімів. В. А. Никонов виводив назву міста від гідроніма Серпейка — назви річки, в гирлі якої й виникло місто. Однак, у цьому разі мало бути не «Серпухов», а «Серпейськ»: пор. Серпейськ у Калузькій землі, згадуваний у літописі під 1406 роком, назва якого пов'язана з гідронімом Серпея. До народних етимологій слід віднести версії: «від того, що річка Серпейка серпоподібно огинала Соборну (Красну) гору», «від того, що в околицях міста кували серпи».

## Географія
Серпухов розташований у південній частині Московської області, на річці Нарі, поблизу її впадіння в Оку. Місто і прилеглий до нього район розташований на межі трьох фізико-географічних провінцій. Північна частина району, розташована на лівому березі Оки, на Московсько-Окській рівнині, яка на північному заході переходить в схили Смоленсько-Московської височини, на північному сході — у Підмосковну Мещеру, а на півдні обмежена долиною Оки. Західна частина району, що включає басейн Нари, де розташований Серпухов, належить до Смоленської провінції. Південна частина займає північні схили Середньоросійської височини, — розташована у Заокській провінції.

### Клімат
Клімат помірно-континентальний. Умови визначаються під впливом західних і південно-західних циклонів, виносу арктичного повітря з півночі і трансформацією повітряних мас різного походження. Внаслідок впливу повітряних мас з Атлантичного океану є виникнення зимових відлиг і вологих прохолодних періодів улітку. Вплив арктичних холодних мас позначається у вигляді сильних похолодань у зимові місяці і у вигляді «повернення холодів» у весняно-літній період, при яких відбувається зниження температури аж до заморозків на ґрунті.

#### Температура повітря
Середньорічна температура повітря + 5,2 °C. Найхолодніший місяць року — січень: середнє значення температури −6,7 °C. Абсолютний мінімум температури повітря зафіксовано в 1987 році: −33,9 °C. Найтепліший місяць — липень з середньою температурою +18,0 °C. Абсолютний максимум температури зафіксовано 6 серпня 2010 року, а саме: +39,4 °C. Дні із заморозками реєструються навіть у червні. Перехід добової температури через 0 °C навесні відбувається в період з 4 квітня, восени — з 7 листопада. Середня тривалість теплого періоду — з середньодобовою температурою вище 0 °C 216 днів на рік. Тривалість вегетаційного періоду рослин 180 днів.

#### Вітри
Протягом року переважають вітри південно-західного напрямку — південні, південно-західні та західні, повторюваність яких становить відповідно 15 %, 19 % і 17 %, а в сумі — 51 %. Середньорічна швидкість вітру становить 3,0 м/с. Максимуми середньомісячної швидкості вітру спостерігають у зимовий період, досягаючи величини 3,3 м/с, мінімум — влітку — 2,5-2,6 м/с. Взимку найбільшою силою відрізняються південно-східні та північно-західні вітри (3,6 м/с), влітку — північні та північно-західні (3,1-2,8 м/с). Швидкість вітру, повторюваність перевищення якої становить 5 % — 6 м/с.

#### Опади і сніговий покрив
Атмосферні опади визначаються, головним чином, циклонічною діяльністю. Опади, пов'язані з місцевою циркуляцією навіть влітку становлять незначну частку. Середня багаторічна сума опадів становить 550 міліметрів. За теплий період випадає основна (до 70 %) — кількість опадів. Найбільша кількість опадів буває в липні (до 73-75 мм). Кількість днів з опадами у грудні та січні максимальна, хоча сума опадів мінімальна. Інтенсивність опадів більша в теплий період року — 1 мм за хвилину.
Висота снігового покрову на відкритих просторах у середньому становить 38 см. У знижених та лісових місцях висота снігового покрову значно більша зазначеної, а сходить він пізніше. Найбільшої висоти сніговий покрив досягає в березні. Терміни утворення стійкого снігового покриву, так само як і терміни його появи і сходу, з року в рік сильно коливаються залежно від характеру погоди.

### Екологічний стан
Внаслідок викидів шкідливих речовин в атмосферу промисловими підприємствами міста рівень забруднення повітря в Серпухові нерідко перевищує встановлені норми. Міська транспортна інфраструктура в години пік не справляється з навантаженням, внаслідок чого виникають затори. Це негативно впливає на екологічну ситуацію.

## Історія
Розташоване на окських рубежах, служив фортецею у період тривалої боротьби з монголо-татарськими і литовсько-польськими завойовниками, Серпухов довгий час залишався надійним форпостом Московського князівства. Серпухов відомий своєю історією: саме тут проводив колись цар Іван IV Грозний великий огляд своїх військових сил, тут стояв табір Бориса Годунова з «ратними людьми», в Серпухові збирав полки «для недруга свого кримського царя» Василь Шуйський. Одним з опорних пунктів стало місто для селянської армії Івана Болотникова.
У середині XVI століття Серпухов зберігав роль важливого стратегічного, адміністративного та господарського центру, коли відбулось пожвавлення ремесел і торгівлі. Місто складалося з трьох частин: кремля, посаду і слобід. Історично міські райони Серпухова формувалися з монастирських слобід і фабричних сіл, і були об'єднані в єдине ціле вже в 20 столітті.

### Середньовіччя
Письмових свідчень існування Серпухова в домонгольську епоху не виявлено. Однак, в результаті археологічних досліджень Серпуховського городища, проведених в 1926–1927 ах, А. Н. Воронковим були знайдені численні залишки кераміки, скла, виробів із заліза X—XIII століть. На місці городища між річками Нарою і Серпейкою в гирлі останньої у XIV столітті вже існувало місто.
Перша згадка про Серпухов у письмових джерелах являє собою духовну грамоту Івана Калити. У заповіті московського князя місто представлене як одне з його володінь. Текст документа існує у двох варіантах, що мають різне датування. Є кілька думок з приводу дати складання заповіту:
1. На думку Л. В. Черепніна, обидва примірники духовної грамоти складені перед четвертою поїздкою Івана Калити в Орду в 1339 у році.
2. На думку А. А. Зиміна, документ створений раніше 1331 а — або в 1327, або в 1328-у році.
3. А. В. Кучкин вважає, що один примірник заповіту складений в 1336 році (під час третьої поїздки князя в Орду), а інший — після цієї події.

Офіційною датою, від якої відраховується вік міста вважається 1339 згідно з першою версією.
За духовною грамотою третій син Івана Калити Андрій Іванович успадкував частину земель Московського князівства, в тому числі Серпухов, що став центром волості, а в майбутньому — основою нового удільного князівства. У середині XIV століття Європою прокотилася епідемія чуми. Князь Андрій упав однією з її жертв в 1353 році. Його землі переходять у спадок князю Володимиру Андрійовичу. У період малолітства князя володіннями управляли впливові бояри. У цей час в історії міста відбулася знаменна подія — московським митрополитом Олексієм в 1360 році на правому березі Нари заснований владичний монастир. У 1367 році з метою врегулювання відносин між Володимиром і його двоюрідним братом Дмитром підписаний договір, за яким підтверджено підпорядкованість першого другому, а також права Володимира Андрійовича на його долю майна і обов'язки щодо московського князя.
Незабаром Володимир починає приділяти значну увагу розвитку своїх володінь. Із сімдесятих років XIV століття в Серпухові починається період активного будівництва. Так в 1374 році за даними літописів на Червоній (Соборної) горі починається будівництво дерев'яного кремля, у місто призначається намісник князя — Яків Юрійович Новоселець, встановлюються пільги для залучення торговців і ремісників. У тому ж році на місці домонгольського слов'янського селища Високого на лівому березі Нари на південь від Красної гори князь Володимир Андрійович заснував монастир, названий ru / vmonastir / index.php Висоцьким[недоступне посилання з липня 2019]. Закладення і освячення монастиря проводив Сергій Радонезький. Зросло військове, політичне й економічне значення Серпухова, навколо якого сформувалось повноцінне князівство, ядром якого стали волості з центрами у Лопатеві, Темна і Ростовець. З кінця XIV століття Серпуховський князь карбує власну монету.
Будучи головним соратником князя Дмитра, Володимир не міг не брати участь у подіях 1380 року. Серпухов стає одним з центрів підготовки до походу проти Мамая. Серпуховське ополчення на чолі з князем Володимиром Хоробрим діє у складі Засадного полку в Куликовській битві, що стала поворотним моментом в російській історії. На честь перемоги в 1381 році у Висоцькому монастирі будують кам'яний собор і церкву з трапезною. Незабаром Серпухов був розорений під час походу на Москву хана Тохтамиша. Існує думка, що ординське військо відхилилося від прямого шляху до Москви з метою здійснення акту помсти за участь місцевого князя і ополчення в Куликовській битві.
1389 ознаменувався феодальним конфліктом: Володимир розірвав відносини з московським князем, який не задовольнив вимоги двоюрідного брата щодо нових володінь. У розпал сварки великий князь взяв у полон бояр серпуховського князя, Володимир, у свою чергу, захопив землі, що належали Дмитру. Сварка закінчилася підписанням чергового договору між феодалами.
У XV столітті Серпухов двічі захоплювали: в 1408 військом Едигея і в 1409 литовцями під проводом князя Свидригайла. Після смерті Володимира Хороброго в 1410 князівство було розділено між п'ятьма синами. Серпухов дістався старшому — Івану Володимировичу. Надалі нащадки Володимира брали участь у феодальних війнах на боці московських князів доти, поки незалежне князівство не ліквідували в 1456 у, коли князь Василь Ярославич, онук Володимира Хороброго, був поміщений у в'язницю. Серпуховська дружина у складі московського війська брала участь у поході на Новгород в 1478, а в 1480 в стоянні на Угрі.

### Період Московського царства між татаро-монгольським ярмом і Смутним часом
З втратою самостійності Серпухов був включений у систему кормлінь (годувань). У 1496—1502 роках на службі у московського правителя перебував колишній казанський хан Мухаммед-Амін з династії Улу-Мухаммедів, якому в кормління передаються Серпухов, Хатуна і Кашира. Зазначений період в історії міста характеризується утисками місцевих жителів і насильством з боку ставленика Івана III. Наступного разу Серпухов виявився в кормлінні в 1532–1533-ах у чергового вигнаного з Казані хана, Шигалея, який належав до Астраханської династії Касимовських правителів. Шигальов, спійманий на зв'язках з Казанню, що були порушенням умов кормління, в січні 1533 був засланий в Білоозеро.
З кінця XV століття починається період виснажливих для Московської держави набігів кримських татар, що потрапили в залежність від Османської імперії. Головним з їх шляхів до Москви був Муравський шлях, що йшов від Перекопу до Тули між верхів'ями річок двох басейнів, Дніпром і Північним Дінцем. Ключовим елементом системи захисту від набігів стала лінія укріплень уздовж берегів Оки, де до глибокої осені несли прикордонну службу до 65 тисяч ратників, щорічно збираються в Москві. Найважливішим ділянкою лінії захисних споруд був відрізок Таруса — Серпухов — Кашира — Коломна. Так в 1512 виникла загроза прориву кримських татар до Москви, і в Серпухові були зосереджені війська на чолі з братом Василя III, Юрієм Івановичем, що стали бар'єром на шляху кочівників до столиці. Через п'ять років, в 1517, московське військо виступило за Оку назустріч противнику. У результаті цього походу ворогові було завдано поразки, втрати кримських татар склали до 15 тисяч чоловік. Похід Мехмеда I Герая в 1521 призвів до руйнування Серпухова, Боровська, Кашири та центральних повітів держави. Результатом лиха стало рішення Василем III про будівництво кам'яних фортець на південних кордонах. У 1556 р. збудовано білокам'яний Серпуховський кремль. У тому ж році в Серпухові Іваном IV проводиться великий огляд службових людей. З будівництвом нової фортеці Серпухов підвищує свою роль в оборонній системі і з 1572 р. тут розміщується Великий полк московського війська.
У 1571 р. відбувся похід хана Девлета I Герая. У квітні кримське військо перетнуло Оку в районі Орла, а в травні вже опинилося під Серпуховим, де завдало поразки загону Волинського Я. Ф. Військо на чолі з Іваном IV виступило до Серпухова, але не змогло закріпитися в ньому. У результаті воно відступило до Москви, цар утік в Александрову слободу. Девлет I оточив і спалив Москву, на зворотному шляху кримські татари розорили кілька повітів, у тому числі Серпуховський. Кримському війську в описуваному поході допомагали зрадники, серед яких був серпухівчанин Русин, один з дітей боярських Шишкіних. У 1572 р. Девлет I Герай підготував повторний набіг на московську державу. Назустріч противнику був спрямований полк чисельністю до 10 тисяч чоловік під проводом князя Михайла Івановича Воротинського, що розмістився в Серпухові. 25 червня 1572 р. кримське військо підійшло до Оки. Переправившись через річку і розбивши кілька сторожових московських загонів, 120-тисячне військо Девлета Герая попрямувало до Москви. Воротинський організував переслідування відступаючих, яке закінчилося переконливою перемогою московитів в Битві при Молодях.
Останній прорив кримських татар до Москви відноситься до 1581 року, коли військо Гази II Гірея переправилось під Серпухов через Оку і, знищивши міський посад, рушило до Москви, де зазнало невдачі і було відкинуте на південь. Керівництво московським військом вели з Серпухова царські воєводи. У переслідуванні Гази Гірея активну участь брав Борис Годунов. Цей момент став одним із ключових в його політичному сходженні.
Знаменною подією в історії став серпуховський похід Годунова в 1598 році. Назустріч татарам вийшла московська армія, яка розмістилася на березі Оки під Серпуховом. Табір Бориса Годунова розташувався на лузі біля владичного монастиря. Кілька тижнів поспіль проводилися огляди війська і демонстрація сили перед супротивником. У результаті посли Гази Гірея визнали за Годуновим царський титул і передали пропозиції дружби і миру. До того часу належать значні пожертви місцевим монастирям з боку царя, на які розгорнулося кам'яне будівництво. Були споруджені
Храм великомученика Георгія Побідоносця, Надбрамний храм мученика Феодота Анкірського і стіни Владичного монастиря.

### Смутні часи
Голод 1601 року, збільшення кількості розбійницьких зграй, повстання селян 1603 року не обійшли стороною Серпуховський повіт. У напруженій до краю обстановці відбувається похід Лжедмитрія I на Москву. У травні 1605 мешканці Серпухова приймали Лжедмитрія I як царя. Військо самозванця, готуючись вступити до столиці розбиває табір неподалік від владичного монастиря.
Після вбивства Лжедмитрія I та обрання царем Василя Шуйського в 1606 р. в Серпухові знову розташовується великий полк царської армії, місто стає центром, з якого керують облогою південних міст, не підконтрольних офіційній владі. У цей час набирає обертів повстання під проводом Івана Болотникова. Після битви під Кромами повсталі просуваються до Москви, займаючи дорогою Калугу і Алексин. У жовтні 1606 ватажок Болотников підходить до Серпухова, місцеві мешканці добровільно здали місто. У результаті невдалого штурму столиці повсталі відступили у Серпухов, а потім в Калугу. Влітку 1607 Серпухов вкотре стає базою для царського війська, яке 5-7 липня бере участь у битві на річці Восьма між Серпуховим і Каширою, де повстанці зазнають поразки. 21 червня сюди прибуває Шуйський, після чого відбулися судові процеси над захопленими в полон повстанцями. На честь перемоги Владичному монастирю царем був подарований чудотворний образ святого царевича Димитрія Углицького, поміщений в спеціально споруджений боковий вівтар на Введенському соборі (пізніше межа перенесено в Храм великомученика Георгія Побідоносця).
У ході польської інтервенції Серпухов також не уникнув військових дій. У січні 1610 року поблизу міста загін козаків під проводом Беззубцева завдав поразки полякам Млоцького. Невдовзі козаки залишили Серпухов, який наступної ж ночі був зайнятий поляками. У результаті був спалений посад, загинула значна частина мирного населення. У 1610—1611 роках мешканці Серпухова беруть участь в Першому земському ополченні Ляпунова, в 1612 у — у Другому ополченні Мініна і Пожарського.
У результаті ослаблення держави, що сталося внаслідок Смутного часу, кочівники знову отримали можливість нападати на міста в Центральній Московії. У 1613 у — Серпуховський повіт розорений ногайськими татарами поряд з Боровським і Коломенським. У 1618 р. — гетьман Сагайдачний, союзник польського королевича Владислава, відступаючи з військом від Москви до Калуги, спалив серпуховский посад, але фортецю захопити не зміг.

### XVII століття

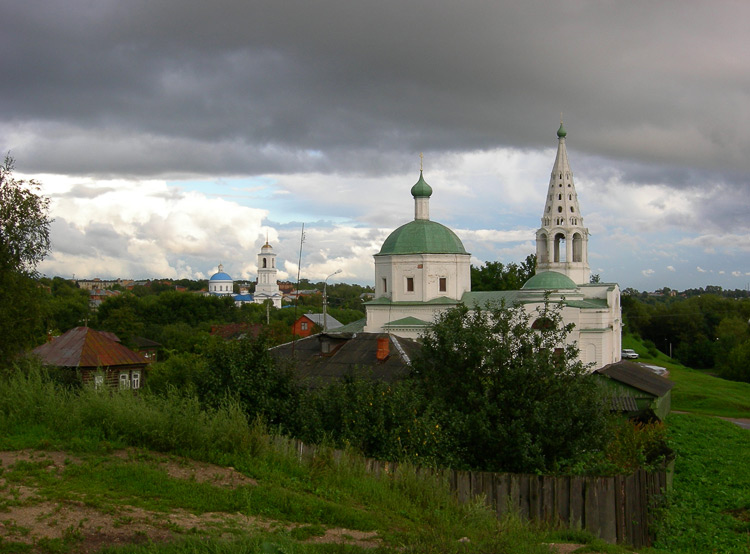
Троїцький собор

Наслідками подій Смутного часу для Серпухова стали різке зменшення кількості населення і занепад економіки. Жителі, прагнучи знизити податковий тягар, переміщуються в монастирські слободи. Держава примусово, силами розшукового приказу, повертає населення в міській посад.
Протягом XVII століття Серпухов відіграє роль важливого військового центру. На початку століття фортеця потерпіла від пожежі, однак після неї була відновлена і збільшена. Головою міської адміністрації в цей час призначається на строк від одного до трьох років воєвода. У «бунташне століття» хвилювання не могли обійти стороною і Серпухов. У 1648 році селянські бунти охопили повіт. Було спалено маєток боярського сина Кривцова. У результаті прийняття в 1649 році Соборного уложення відбувається зворотний перехід населення від монастирів до посаду, що призводить до зростання міста і його населення на 70-80 %. У 1669 році відбувається велика пожежа, дерев'яний Серпухов вигорів майже повністю.
Основні ремесла, якими займались мешканці Серпухова в XVII столітті: виробництво заліза, ковальство, гончарство, виробництво взуття, продуктів харчування, одягу. Понад 40 людей займалися торгівлею за межами Серпухова. Для XVII століття притаманний підйомом кам'яного будівництва в місті. У різні роки були споруджені: церква Св. Миколи (на місці нинішнього кафедрального храму), надбрамна Трьохсвятительська церква, стіни та вежі Владичного монастиря, Покровська церква в стилі бароко, церква Афанасія Афонського (розібрана в 1878 році), нова будівля Троїцького собору. У 1627  — перебудований собор Зачаття у Владичному монастирі.

### XVIII століття
У петровські часи населення Серпухова активно брало участь у будівництві флоту, нових міст, фортець. Проводилися набори місцевих майстрів для участі в проектах, які втілював цар. У третьому десятилітті XVIII століття Серпухов стає одним з найбільших міст Підмосков'я. Відбувається згортання ковальського виробництва. Розвивається торгівля. У 1708 р. Серпухов входить до складу утвореної Московської губернії. У 1730-х роках одна за одною починають відкриватися полотняні мануфактури. У сорокових роках основними з них стають підприємства Василя і Миколи Кішкіна (найбільші в місті), Василя, Степана та Івана Герасимовича Серікова, Івана Андрійовича Серікова. До шестидесятих років на перші позиції в Серпухові виходить підприємство Івана Андрійовича Серікова. Крім полотняних в місті відкриваються також шовкова і суконні мануфактури.
У 1761 р. 30 % експортованої з Російської імперії парусини має серпуховське походження. Місто виходить на четверте місце в Росії за виробництвом полотна після Ярославля, Костроми і Москви. Зростає число зайнятих в текстильній галузі з 3 тисяч чоловік в 50-х роках до 5,5 тисяч наприкінці століття.
Крім текстильних у Серпухові в 80-х роках існували вісім шкіряних, сім цегляних, дев'ять солодових і один сальний завод. Основні напрями торгівлі — порт Санкт-Петербурга (текстиль, шкіра), Москва (харчові продукти).

### XIX століття

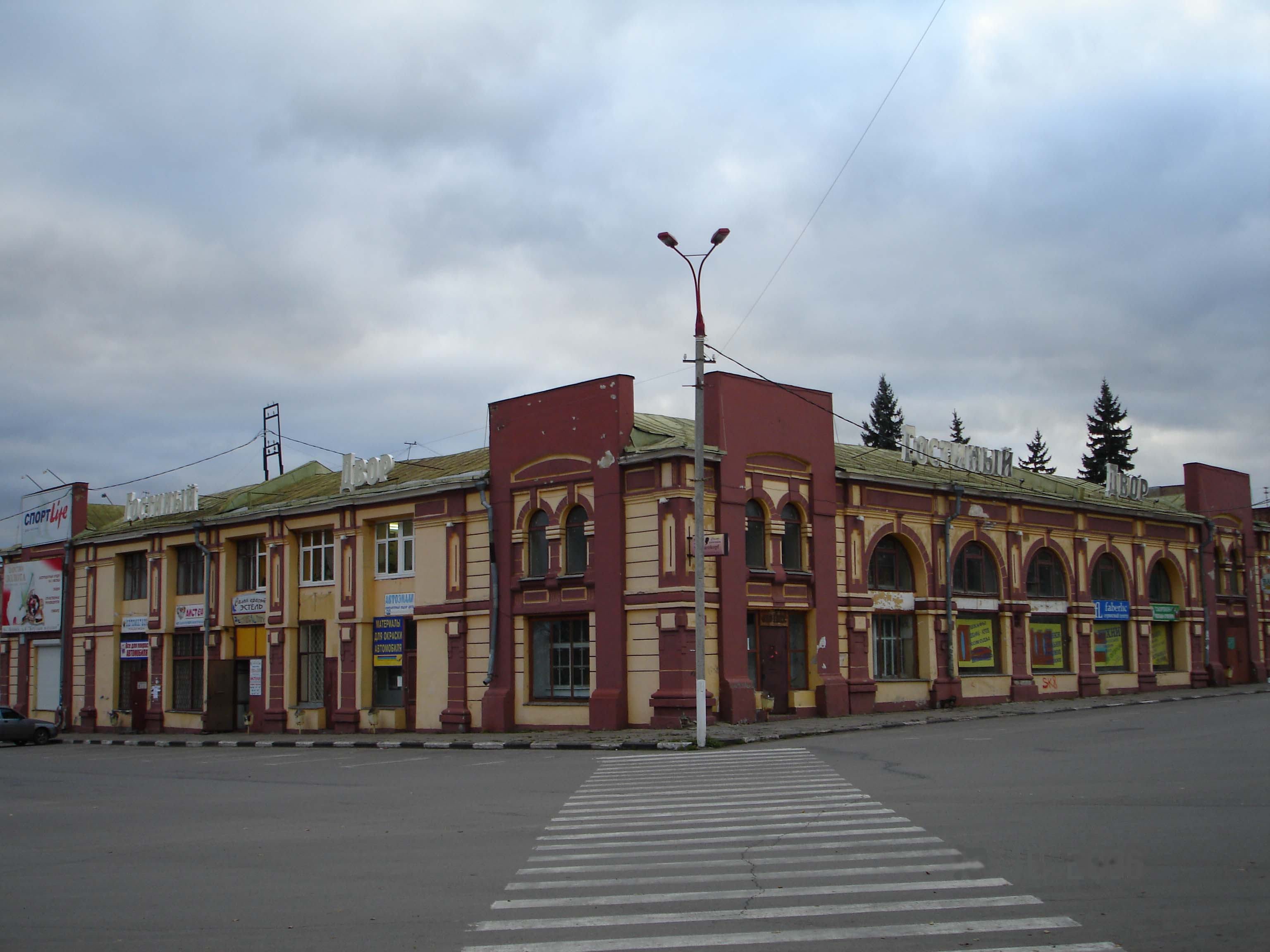
Історичний центр міста, площа Леніна (Серпухов)

1812 року населення Серпухова і повіту брало участь у франко-російській війні. У складі ополчення Московської губернії налічувалося 2246 жителів Серпуховського повіту. Війна не торкнулася міста безпосередньо. Промисловість продовжувала давати більшу частину полотна виробленого в регіоні. На той момент в Серпухові налічувалося 14 мануфактур з 855 текстильними станами. У зазначений період здійснюється переорієнтація промисловості на виробництво бавовняних виробів. Якщо в 1812 році в місті з'явилося перше бавовняне підприємство Олексія Ігнатьєва, то в 1814 році функціонували вже одинадцять фабрик. Найбільшими з них були підприємства Сєрикова, Ігнатія Шилкіна, І. Сєрикова, Максима Коншина. Також у Серпухові функціонували три шкіряні заводи, в Олександрівській слободі (нині село Борисово) працювала паперова фабрика.
У період з 1810 по 1840 число зайнятих на міських підприємствах збільшилося до п'яти тисяч чоловік, при цьому на приміських фабриках у Забір'я зайнято 950 чоловік, а на інших підприємствах повіту число робітників збільшується до двох тисяч. Найбільші фабрики належать сім'ям Коншин і Третьякових. Провідною галуззю серпуховської промисловості стає виробництво бавовняних виробів. Так на семи бавовняноткацьких і ситценабивних підприємствах зайнято 4500 осіб, на десяти полотняних — 493 людини. Основна продукція промисловості: ситець, міткаль, набивні хустки, полотно.

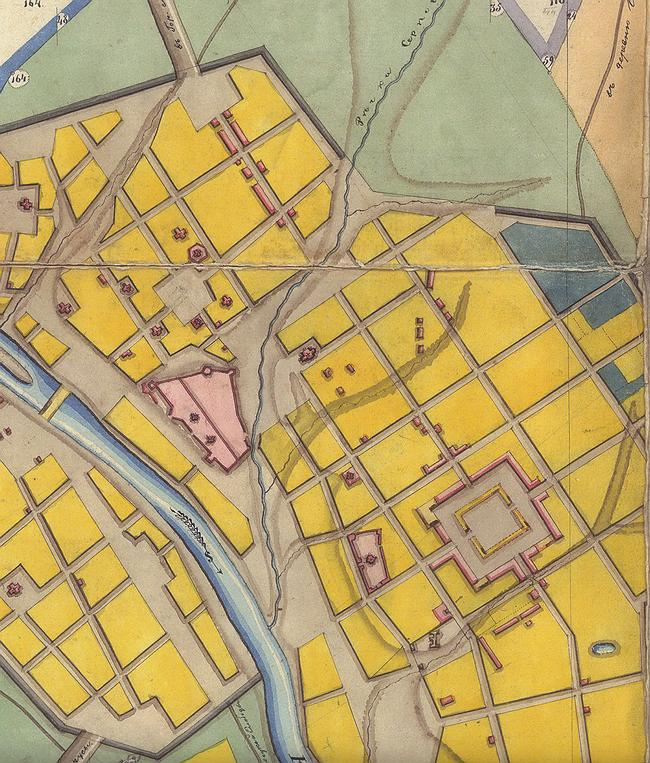
Фрагмент плану міста 1826 року.

У період з 1840 по 1860 рік Серпухов переживає період інтенсивного промислового зростання. До середини 1850-х років число зайнятих на підприємствах міста досягло 8500 осіб, разом з передмістями — 10400 осіб. На території решти повіту, при цьому, число робітників скоротилася до однієї тисячі чоловік, що говорить про підвищення територіальної концентрації виробництва. Середній розмір бавовняних фабрик з 1843 року виріс з 487 до 742 осіб, загальна кількість зайнятих у галузі склало 8900 чоловік. Лідерами серпуховської промисловості стали підприємства Н. М. Коншина (згодом перетворені його сином у Товариство мануфактур М. М. Коншина), якому належали папероткацька і ситценабивна фабрика «Стара миза» (заснована Максимом Коншиним в 1814 році), прядильне підприємство (відкрите у північній частині міста в 1846 році), паперова і ткацька фабрика «Нова миза» (відкрита наприкінці 1850-х років поблизу села Глазечня), які становлять комплекс, дозволить виконувати повний цикл обробки від прядіння сировини до готової набивної продукції. З інших підгалузей текстильної промисловості у цей період діяли вовняно-бавовняні фабрики. Виробництво полотна до середини XIX століття занепадає: на чотирьох, що залишилися мануфактурах в 1843 році зайнято 126 чоловік. З технічної точки зору серпуховські підприємства того часу не відрізнялися високим розвитком: на більшості застосовувався ручна праця, як рушійна сила застосовувалися кінний привод і водяні колеса. У 1850-х роках з'являються парові машини.
Важливе місце в міській економіці першої половини і середини XIX століття займала торгівля. За обсягом торговельних операцій Серпухов посідав друге місце в губернії після Коломни. Ключовими торговими маршрутами були дорога, що сполучає Харків з Москвою і річковий шлях по Оці. Основні предмети торгівлі — хліб, ліс, текстиль. Значну роль в житті міста займало ремісниче виробництво, в якому до 1861 року було зайнято понад 600 чоловік. Основні ремісничі професії того часу: булочники, м'ясники, шевці, кравці, модистки, ковалі, столяри, різьбярі, пічники.

### 1917—1941 рр..

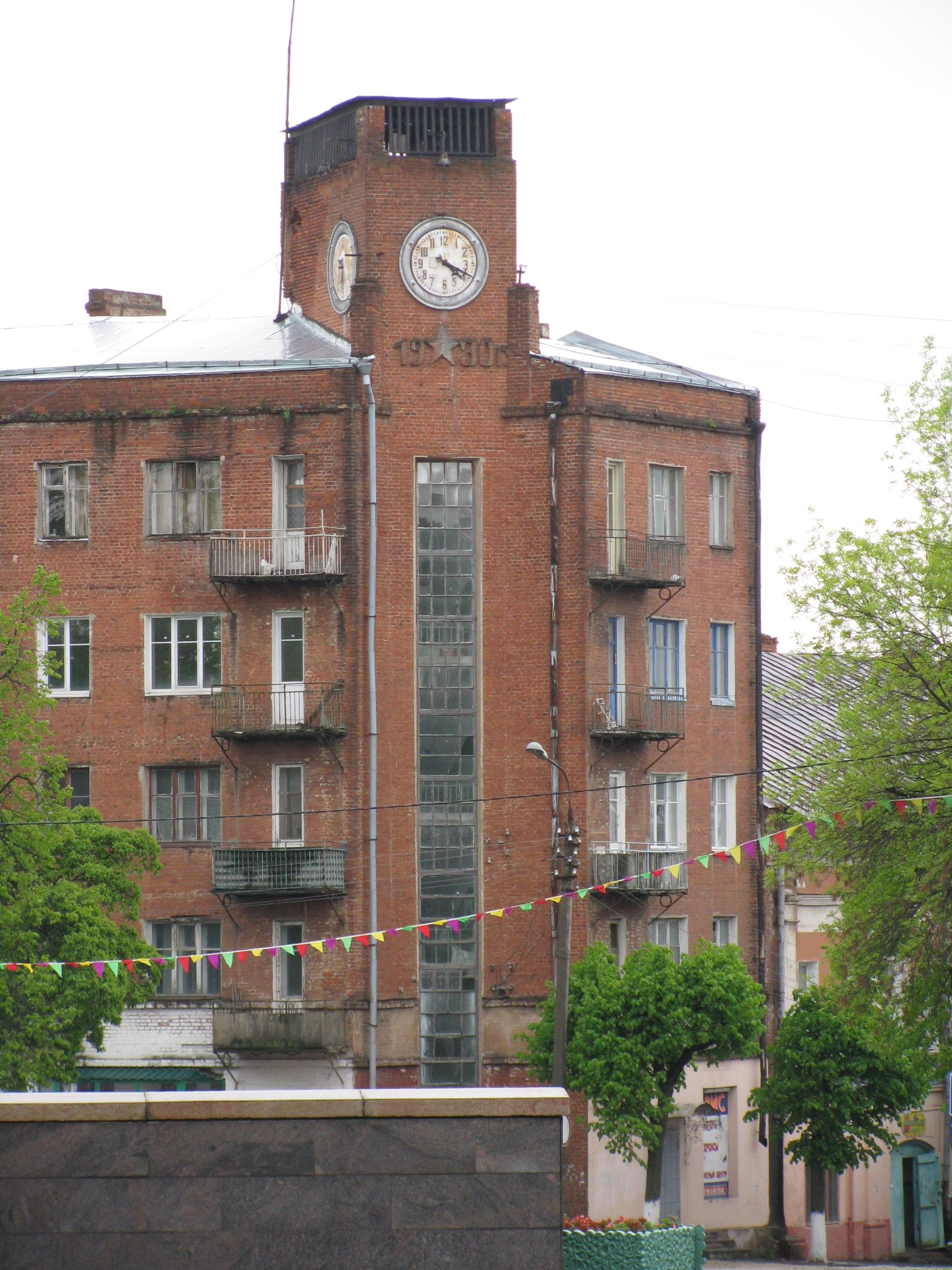
Площа Леніна (Серпухов). Міський годинник.

### Серпухов в роки Другої Світової війни
У перші дні війни на фронт з мобілізації та як добровольці вирушили кілька тисяч серпуховичан. У місті організували пости протиповітряної оборони. Ополченці, зібрані в Серпухові, після двотижневого навчання увійшли до складу дивізії народного ополчення Бауманського району Москви. На підприємствах міста директори отримали право вводити понаднормові роботи від одного до трьох годин на день. Були організовані донорські пункти.
У жовтні 1941 року фронт наблизився впритул до міста. Позиції на захід від Серпухова займала 49-а армія під командуванням генерал-лейтенанта Ігоря Григоровича Захаркіна, ім'я якого зараз носить одна з міських вулиць. Німецькі війська знаходилися на захід від міста півкільцем на відстані 6-7 кілометрів. Штаб 49-ї армії розташовувався в селі Бутурлін на схід від Серпухова. Начальник тилу армії Н. А. Антипенко, що був начальником гарнізону міста, разом зі своїм штабом перебував у місті. Безпосередньо Серпухов захищала 60-а дивізія, що складалася з ополченців Ленінського району Москви. В обороні брали участь льотчик 178-го авіаполку, що базувався в заплаві Оки, недалеко від села Липиці (скоєно 1695 бойових вильотів, 59 повітряних боїв, збито 22 літаки супротивника), а також знищено 19 зенітних гармат.
Найзапекліші бої велися на лінії Дракіно — Кременкі — Павлівка. У кінці листопада 1941 року наступ німецької армії було зупинено. У середині листопада силами 1-го кавалерійського корпусу, 415-ї стрілецької і 112-ї танкової дивізій був нанесений контрудар.
Також у листопаді почалася евакуація обладнання підприємств, робітників, жінок, дітей. У числі пунктів призначення були: Бійськ, Уфа, Тюмень, Ташкент, Фергана. Паралельно в Серпухові створюються шість оборонних районів: Занарскій, Червоний текстильник, Новоткацький, Район ситценабивної фабрики, Ногінський, південна частина міста і Забір'я. Зводяться оборонні споруди: протитанкові рови, надовби, барикади, щілини, бомбосховища, газосховища. На базі хірургічної лікарні, текстильного технікуму, лікарні імені Семашка, робітфаку, шкіл № 3, 11, 13, 22, 26, 28 були створені шпиталі, де приймали поранених бійців.
16 грудня радянські війська перейшли в наступ. Після прориву німецької оборони були звільнені Таруса й Алексін. До січня 1942 року лінія фронту була відсунута від Серпухова на понад 150 кілометрів. З 1942 року починається відновлення міської промисловості. На потужностях міських підприємств здійснюється виробництво інструментів для танкових і механізованих підрозділів, мотоциклетної техніки, боєприпасів, харчових концентратів. У 1944 році починається будівництво конденсаторного заводу. Обсяг промислового виробництва сягає 80 % довоєнного рівня. У приміщеннях колишніх текстильних підприємств розгортаються металообробні підприємства, питома вага яких у промисловості міста до 1945 у становив 35 % проти 23,4 % у текстильної галузі.

## Транспорт
Через Серпухов проходить залізнична магістраль Курського напрямку МЗ Москва (Курський вокзал) — Тула, на якій у межі міста розташовані:
- залізнична станція Серпухов, відкрита в 1865 році
- залізнична платформа Ока[7], на якій роблять зупинку щоденно 7 пар електропоїздів на добу, і 1 пара електропоїздів додатково по вихідних днях (станом на липень 2015 року).

## Персоналії
- Бібіков Борис Володимирович (1900—1986) — російський актор, режисер, педагог.